# Гронярдо
Гроня̀рдо (на италиански: Grognardo; на пиемонтски: Gugnerd, Гуниерд) е село и община в Северна Италия, провинция Алесандрия, регион Пиемонт. Разположено е на 206 m надморска височина. Населението на общината е 302 души (към 2010 г.).